# مسجد ادهم بیگ

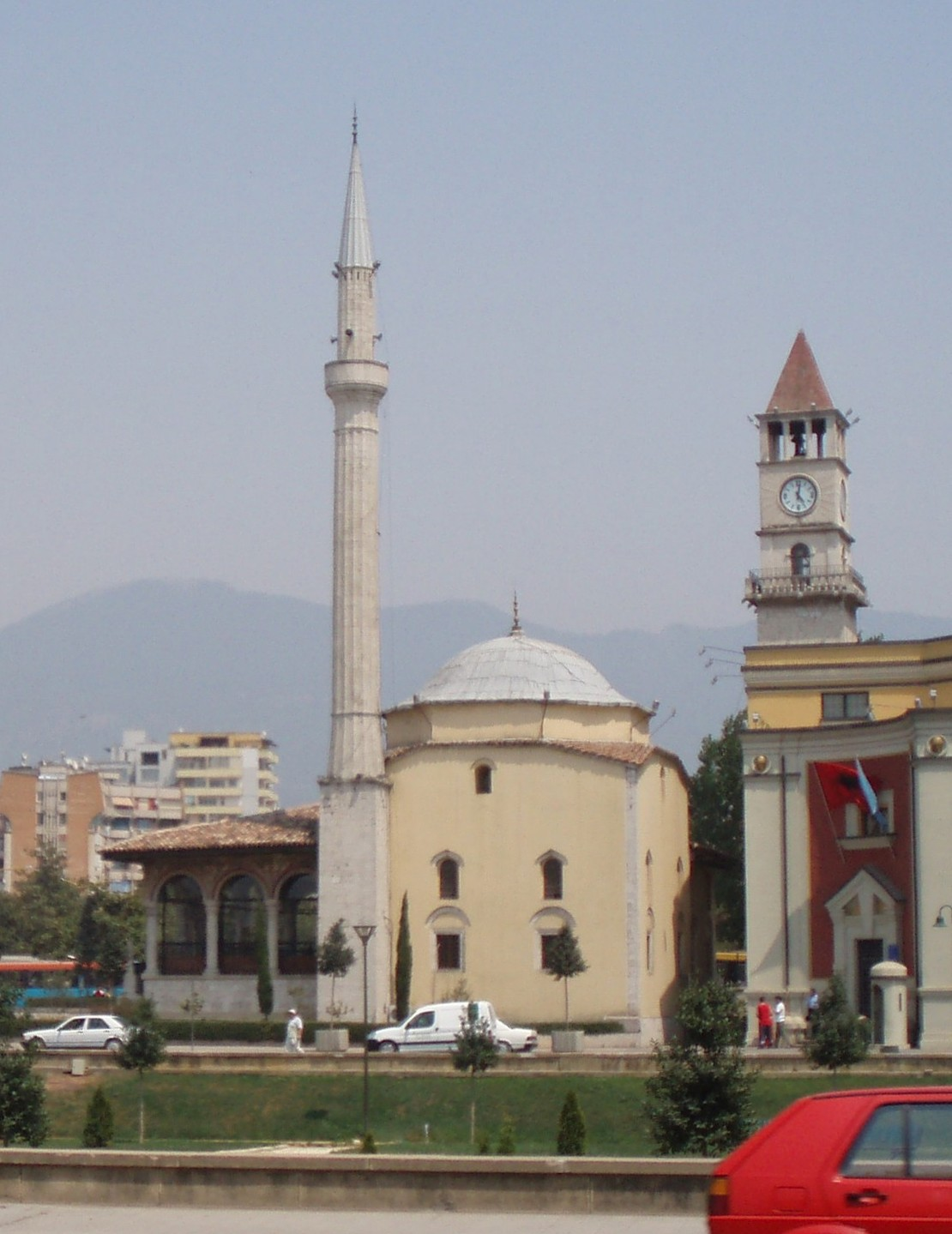
مسجد ادهم بیگ

مسجد ادهم بیگ، مسجدی واقع در مرکز شهر تیرانا، پایتخت کشور آلبانی است. کار ساخت این مسجد در ۱۷۸۹ توسط «ملا بیگ» آغاز شد و در ۱۸۲۳ توسط پسرش «حاجی ادهم بیگ» (پدر بزرگ سلیمان پاشا) به پایان رسید.
در زمان حکومت کمونیستی در آلبانی این مسجد تا ۱۸ ژانویه ۱۹۹۱ بسته بود.

## نگارخانه

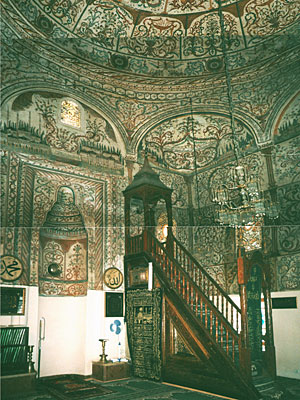
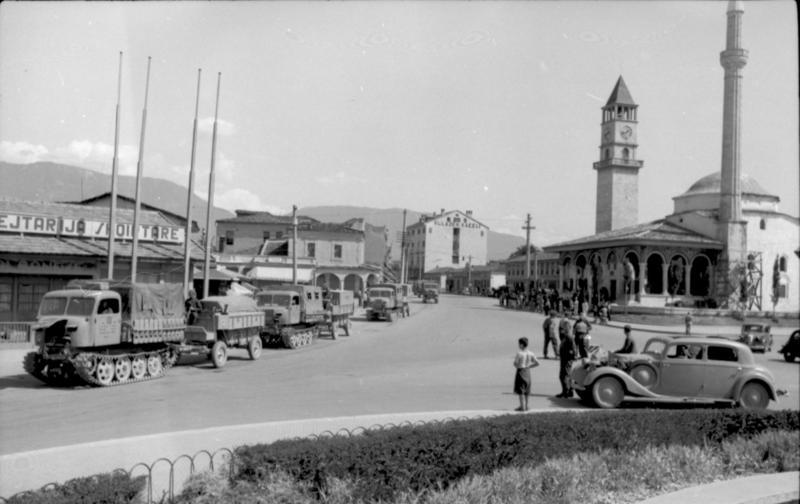